# Xã Carroll, Quận Charles Mix, South Dakota
Xã Carroll (tiếng Anh: Carroll Township) là một xã thuộc quận Charles Mix, tiểu bang Nam Dakota, Hoa Kỳ. Năm 2010, dân số của xã này là 53 người.